# Bills
Bills is een nummer en de debuuthitsingle uit 2015 van de Amerikaanse rapzanger LunchMoney Lewis.
Het nummer haalde onder meer de eerste plaats van de ARIA Charts in Australië en een tweede plaats in de Britse UK Singles Chart.